# Инуитские языки

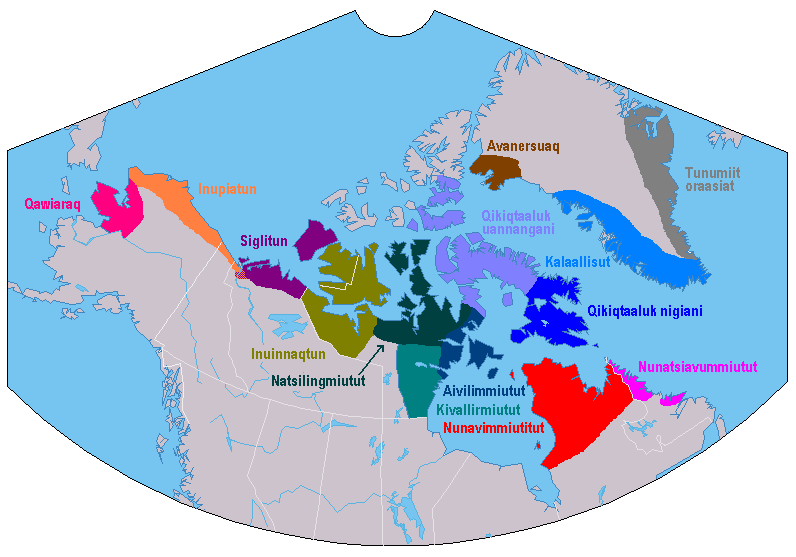
Распространение инуитских языков

Инуитские языки (Inuit languages) — языковая группа, входящая в эскимосскую ветвь эскимосско-алеутской семьи. Насчитывает пять языков, которые в свою очередь делятся на множество наречий и диалектов. Общая численность говорящих на инуитских языках — около 90 тыс. человек.

## Классификация
Включают следующие языки (с запада на восток)
- Аляскинско-инуитская зона (инупиак)
  - сьюардско-инуитский язык (кавиагак)
  - северно-аляскинский инуитский язык
    - ууммармиутун — диалект аляскинских инуитов, переселившихся в 1910-1920-х гг. в район дельты реки Маккензи; входит в понятие «инувиалуктун»
- Западно-канадский инуитский язык (западный инуктитут, западно-канадский инуит)
  - сиглитское наречие (маккензи, сиглитун) — исчезающий диалект к востоку от дельты Маккензи
  - копперское наречие (инуиннактун, коппер, китлинермиут) — остров Виктория и прилегающий берег (2 тыс. чел.); в том числе д-т кангирьюармиутун, включаемый в понятие «инувиалуктун»
  - нетсиликское наречие (натсилингмиутут)
  - наречие карибу (кивальское, киваллик, киватин, киваллирмиутут)
- Восточно-канадский инуитский язык (восточный инуктитут, восточно-канадский инуит)
  - иглуликское наречие (айвилик-севернобаффиново)
    - айвиликский диалект (айвилингмиут(ут))
    - собственно иглуликский диалект — полуостров Мелвилл
    - севернобаффинов диалект (норт-баффин) — северо-запад Баффиновой Земли и острова к северу

  - южнобаффиново наречие
  - квебекское наречие (нунавиммиутитут) — 11 тыс. чел., Нунавик (Квебек)
  - лабрадорское наречие (нунатсиавуммиутут[англ.]) — 550 чел., Нунатсиавут (Ньюфаундленд и Лабрадор)
- Гренландский язык (ок. 50 тыс. чел.):
  - западно-гренландское наречие (калааллисут) — запад Гренландии,
  - восточно-гренландское наречие (тунумиит-ораасиат) — восток Гренландии,
  - северно-гренландское наречие (авенерсуак, инуктун) — север Гренландии,

## Терминология
Ряд местных лингвонимов и этнонимов может на первый раз выглядеть похожими для русскоязычного читателя, поэтому ниже приводится объяснение некоторых из них:
- инувиалуктун (Inuvialuktun) — условное название совокупности инуитских диалектов, распространенных на севере  Северо-Западных территорий (ранее также на севере Юкона); включает диалект ууммармиутун аляскинских инуитов, сиглитское наречие (маккензи) и диалект кангирьюармиутун копперского наречия западноканадского инуктитута. Эскимосы этой территории называются инувиалуит (en:Inuvialuit), а сама территория официально называется «Регион поселения инувиалуитов» (en:Inuvialuit Settlement Region).
- инуктитут — условное название либо всех инуитских диалектов Канады, либо за исключением инувиалуктун
- инувиалуит (en:Inuvialuit) — эскимосы, живущие на севере Северо-Западных территорий (ранее также на севере Юкона)
- инуиннактун (Inuinnaqtun) = копперское наречие зап.-канадского инуитского языка
- инуит = любой язык инуитской группы, одной из двух групп эскимосских языков наряду с юпикскими
- инуктун (Inuktun) = северо-гренландский диалект (авенерсуак)
- инупиак / иньюпиак (Iñupiaq) = язык аляскинско-инуитской группы или самоназвание аляскинских инуитов в ед. числе
- Инупиат (Inupiat) — регион проживания аляскинских инуитов
- инупиатун (Inupiatun) = инупиак = аляскинско-инуитские языки
- инупик (Inupik) = инуит (см. выше)
- инуттитут (Inuttitut) — квебекский вариант слова инуктитут, самоназвание квебекского наречия
- инуттут (Inuttut) — лабрадорский вариант слова инуктитут, самоназвание лабрадорского наречия
- инууйингают (Inuujingajut) — название латинского алфавита, используемого для инуктитута на территории Нунавута (см. эскимосская письменность)
- иньюпиат (Iñupiat) — самоназвание аляскинских инуитов во мн. числе
- Нунавик (Nunavik) — территория распространения квебекского наречия (север Квебека)
- нунавиммиутитут (Nunavimmiutitut) = квебекское наречие
- Нунавут — одна из административных единиц Канады (её северо-восток), где большинство населения составляют эскимосы
- нунатамиут (Nunatamiut — «люди земли») — группа аляскинских инуитов, на основе которой сложилась группа ууммармиут в дельте Маккензи (см. инувиалуктун)
- нунатсиавуммиутут (Nunatsiavummiutut) = лабрадорское наречие
- Нунатсиавут (Nunatsiavut) — территория распространения лабрадорского наречия (север Лабрадора)

## Письменность

Слоговое инуитское письмо

Латиница Гренландии была схожа с той, что используется в Лабрадоре, но подверглась реформе правописания в 1973 году, чтобы принести орфографию в соответствии с изменениями в произношении и лучше отразить фонематический инвентарь языка.
Юпикские языки Сибири используют кириллицу.
В Канаде используются как латиница, так и канадское слоговое письмо.